# Wavin
Wavin BV er en hollandsk producent af plastrør, der primært benyttes til dræning og vandforsyning. Virksomheden blev officielt grundlagt den 5. august 1955, og virksomhedens navn er sammensat af »water« (vand) og »vinylklorid«. Virksomheden leverer blandt andet plastrørsystemer og -produkter til distribution af drikkevand, systemer til håndtering af regn- og spildevand, distribution af gas samt rørsystemer til overfladevarme og -køling.
Virksomheden har sit hovedkontor i byen Zwolle, der beliggende i den østlige del af Holland. Virksomheden har aktiviteter i 25 europæiske lande, herunder Danmark. Derudover har virksomheden via sektionen »Wavin Overseas« et netværk af licenspartnere i Asien, Australien, Afrika, Latinamerika, Mellemøsten og Nordamerika. Dertil kommer en produktionsenhed i Foshan, Kina.

## Nordisk Wavin A/S
Den danske afdeling af virksomheden går under navnet »Nordisk Wavin A/S« og er beliggende i Hammel i Østjylland. Oprindeligt etablerede virksomheden sig i Aarhus i 1957, men flyttede i 1969 til den nuværende placering for at få mere plads. I 2017 havde virksomheden 330 ansatte i Hammel.